# Ташкентська вулиця (Київ)
 Ташке́нтська ву́лиця — вулиця в Дарницькому районі міста Києва, місцевість Червоний хутір. Пролягає від вулиці Володимира Рибака до Харківської площі.
Прилучаються вулиці Томашпільська, Молочанська, Грузинська, Вірменська, Братів Чибінєєвих, Бортницька та вулиця Вакуленчука, провулки Молочанський, Заміський, Грузинський, Вірменський, Харківський, Ялинковий, Чернігівський, Бортницький і Вакуленчука.

## Історія
Вулиця виникла в середині XX століття, мала назву Харківська (як паралельна до Харківського шосе). Сучасна назва — з 1963 року.